# Генерација 5
Генерација 5 је југословенска и српска рок група из Београда.

## Историјат групе

### 1977—1982.
Група је основана у Београду средином 1977. године. Прву поставу су чинили клавијатуриста Драгољуб Илић, бубњар Бобан Ђорђевић, певач Јован Рашић, гитариста Драган Јовановић Крле и басиста Душан Петровић.
На првим сингловима из 1978. и 1979. године група је свирала хард рок са утицајем џез рока, а са доласком новог певача Горана Милошевића, рођеног брата познате певачице Слађане Милошевић, постепено су се окренули комерцијалнијем звуку. На јесен 1979. године објавили су и трећи сингл, са којег се издваја њихов највећи хит Ти само буди довољно далеко. Први запаженији наступ имали су на фестивалу у Опатији 1979. године са песмом Свему дође крај, где су награђени за најбоље коришћење фолклорних мотива.
Први албум Генерација 5 изашао је 1980. године, а на њему су највећи хитови биле песме Долазим за пет минута (текст написао Бора Ђорђевић) и Ти и ја. Њихова музика је исте године коришћена и у филму Дошло доба да се љубав проба. Група је 1982. објавила други албум Дублер, али и престала са радом.
Током паузе је музички најактивнији остао клавијатуриста Драган Илић. Радио је у ПГП РТБ-у и сарађивао са познатим музичарима попут Жељка Бебека и Слађане Милошевић. Компоновао је песму За милион година у оквиру YU рок мисије. Добио је више музичких награда. Милошевић је неко време био у групи Mama Co Co, Јовановић је радио као студијски музичар, а Петровић и Ђорђевић су се одселили у САД.

### 1992—данас
Десет година касније група је обновила рад. Нову поставу су чинили, поред Илића и Јовановића, басиста Милош Стојисављевић Цајгер (који је претходно крајем 70-их једно време мењао Петровића), бубњар Зоран Радовановић Баки и певач Ђорђе Давид Николић. Године 1994. објавили су компилацијски албум на којем се налазила и нова песма Најјачи остају, са којом су доживели велики успех. Ова компилација, заједно са концертним албумом Unplugged & Live, вратила их је у жижу интересовања тадашње српске рок сцене. Повратнички албум Свет је твој изашао је 1997. године, са хитовима као што су Ритам додира, Шта ћемо сад нас двоје, Поведи ме у ноћ и Носи је кошава. Ђорђе Давид је напустио групу 2000. године и посветио се самосталној каријери, а нови певач постао је Драган Пањак. Те године објавили су компилацију балада Помоли се још једном, а насловна песма биле је и једина коју је Пањак снимио са групом. На последњем студијском албуму Енергија, објављеном 2006. године, певач је био Дејан Најдановић Најда, претходно члан групе Смак.
После деценије неактивног дискографског рада, група се новембра 2016. вратила на сцену са новим синглом Опасна по живот, који је објављен у сусрет обележавању четрдесетогодишњице рада. Ово је уједно и прва нумера коју су урадили са новим сталним чланом, певачем Милошем Бајатом.
Милош Стојисављевић Цајгер је преминуо 28. јануара 2024. године.

## Чланови

### Садашњи
- Драгољуб Илић Илке [а] — клавијатуре
- Слободан Бобан Ђорђевић [б] — бубањ
- Драган Јовановић Крле [в] — гитара
- Милош Бајат — вокал

### Бивши
- Јован Рашић [г] — вокал
- Душан Петровић Дуда [д] — бас-гитара
- Горан Милошевић [ђ] — вокал
- Зоран Радовановић Баки [е] — бубањ
- Ђорђе Давид — вокал
- Драган Пањак — вокал
- Дејан Најдановић Најда [ж] — вокал
- Милош Стојисављевић Цајгер [з] — бас-гитара

## Дискографија
| - Генерација 5 (1980) - Дублер (1982) - Свет је твој (1997) - Енергија (2006) - (1995) - Најјачи остају: 78—94 (1994) - Помоли се још једном... и друге баладе (2000) | - Нови живот/Изгубљени сан (1978) - Свему дође крај/Ноћни мир (1979) - Уморан од свега/Ти само буди довољно далеко (1979) - Спакуј се пожури/Само лажи (1981) - Опасна по живот (2016) - (2022) |